# The Paper (película)
The Paper (titulada El periódico en Hispanoamérica y The Paper (Detrás de la noticia) en España) es una película estadounidense de comedia dramática de 1994 dirigida por Ron Howard y protagonizada por Michael Keaton, Glenn Close, Marisa Tomei, Randy Quaid y Robert Duvall. Recibió una nominación a un Premio Óscar a la Mejor Canción Original por "Make Up Your Mind", que fue escrita e interpretada por Randy Newman.
La película retrata 24 horas de la agitada vida profesional y personal de un editor de periódico. La noticia principal del día son dos empresarios blancos encontrados asesinados en un coche aparcado en la ciudad de Nueva York. Los reporteros descubren un encubrimiento policial de pruebas que demuestran la inocencia de los adolescentes negros sospechosos bajo custodia y se apresuran a revelar la noticia en medio del caos profesional, privado y financiero.

## Argumento
Henry Hackett (Michael Keaton) es el editor metropolitano del periódico sensacionalista The New York Sun, quien ama su trabajo, pero está harto de las largas jornadas y el bajo salario. También le preocupa convertirse en un ejemplo de su editor jefe, Bernie White (Robert Duvall), quien priorizó su trabajo a costa de su familia. Bernie le revela a Henry que le han diagnosticado cáncer de próstata e intenta encontrar a su hija, de la que está distanciado, para intentar reconciliarse antes de que se le acabe el tiempo.
Ante una situación financiera desesperada, el dueño del periódico, Graham Keightley (Jason Robards), le pide a la némesis de Henry, la editora jefe Alicia Clark (Glenn Close), que imponga recortes impopulares. Además, tiene conflictos con su esposa embarazada, Martha (Marisa Tomei), también periodista del Sun (actualmente de baja), por temor a que no esté presente para ayudar a criar a su hijo. Ella lo insta a convertirse en editor del prestigioso New York Sentinel, lo que significaría más dinero, respeto y menos horas.
Esa mañana, surge una noticia polémica sobre el asesinato de dos empresarios blancos en Williamsburg, Brooklyn. Dos adolescentes afroamericanos son arrestados por el crimen, pero Henry y el columnista Michael McDougal (Randy Quaid) se muestran escépticos tras escuchar a la policía criticar el arresto en el escáner policial de la sala de redacción.
Henry se obsesiona con el caso e insta a su equipo a investigar la historia. Esto lo lleva a desperdiciar sus oportunidades en el Sentinel al no poder resistirse a robar información sobre el caso mientras se encuentra en la sala de redacción del Sentinel, en una entrevista para el puesto. Mientras tanto, una fuente le cuenta a Martha que los empresarios eran banqueros que robaron dinero a un conocido mafioso neoyorquino, lo que convence aún más a Henry de que los jóvenes de Brooklyn fueron arrestados injustamente.
Henry presiona para extender el plazo y tener más tiempo para resolver la historia, pero Alicia se niega, alegando el costo de las horas extras de los trabajadores de prensa y los conductores de los camiones de reparto. Con el tiempo agotándose, Henry y McDougal consiguen que un detective de policía confirme que los sospechosos son inocentes y que simplemente estaban en el lugar equivocado en el momento equivocado. Al regresar al Sun, Henry confronta a Alicia, quien se niega a permitirle detener las prensas y publicar la historia correcta. Tienen una pelea incómoda antes de que Alicia se imponga y despida a Henry.
Tras tomar una copa con McDougal en un bar de periodistas, Alicia cambia de opinión. Pero antes de poder llegar a la sala de prensa por teléfono público, recibe un disparo en la pierna de una bala perdida disparada por un funcionario municipal ebrio que había ido al bar a confrontar a McDougal por las columnas que lo atacaban.
Mientras tanto, Henry llega a casa justo cuando Martha es trasladada de urgencia al hospital para una cesárea. Mientras los médicos preparan a Martha para la cirugía, en otra parte del hospital, Alicia insiste en llamar al Sun para cambiar la portada antes de permitir que los médicos la atiendan.
A la mañana siguiente, Alicia yace en su cama de hospital leyendo un ejemplar del Sun con el titular "They Didn’t Do It!". Henry pasa por la guardería para ver a su hijo recién nacido y luego va a la habitación de Martha. Mientras se acuesta con ella, un presentador de noticias en la radio de cabecera informa que los jóvenes han sido liberados gracias a la exclusiva del Sun.

## Reparto
- Michael Keaton como Henry Hackett
- Glenn Close como Alicia Clark
- Marisa Tomei como Martha Hackett
- Randy Quaid como Michael McDougal
- Robert Duvall como Bernie White
- Jason Alexander como Marion Sandusky
- Spalding Gray como Paul Bladden
- Catherine O'Hara como Susan
- Lynne Thigpen como Janet
- Jack Kehoe como Phil
- Roma Maffia como Carmen
- Clint Howard como Ray Blaisch
- Geoffrey Owens como Lou
- Amelia Campbell como Robin
- Jill Hennessy como Deanne White
- William Prince como el padre de Henry
- Augusta Dabney como la madre de Henry
- Bruce Altman como Carl
- Jack McGee como Wilder
- Bobo Lewis como Anna
- Edward Hibbert como Jerry
- Jim Meskimen como Tom
- Siobhan Fallon como Lisa
- Rance Howard como el médico de Alicia
- Mike Sheehan como Richie
- Michael Moran como Chuck
- Cedric Young como el paramédico de Martha
- Michael Countryman como Emmett
- James Ritz como un reparador de aire acondicionado
- Sally-Jane Heit como Grace
- Herbert Rubens como Tony
- Jason Robards como Graham Keightley